# Wiktor Mierieżko
Wiktor Iwanowicz Mierieżko (ros. Виктор Иванович Мережко; ur. 28 lipca 1937 w obwodzie rostowskim, zm. 30 stycznia 2022 w Moskwie) – radziecki i rosyjski scenarzysta i reżyser filmowy. Ludowy Artysta Federacji Rosyjskiej (2014).
W dzieciństwie często wraz z rodziną zmieniał miejsce zamieszkania, od 1952 mieszkał w miejscowości Russkaja Polana w obwodzie czerkaskim (Ukraińska SRR). W 1961 ukończył Ukraiński Instytut Poligraficzny we Lwowie, a w 1968 WGIK.
Pochowany na Cmentarzu Trojekurowskim w Moskwie.

## Odznaczenia i nagrody
- Ludowy Artysta Federacji Rosyjskiej (2014)
- Nagroda Państwowa ZSRR (1987)
- Zasłużony Działacz Sztuk RFSRR

## Wybrana filmografia

### Scenariusz
- 1986–1987: Pingwinek Lolo (trylogia)